# گری فرانچی
گری فرانچی (انگلیسی: Garry Franchi؛ زادهٔ ۳ دسامبر ۱۹۸۳) بازیکن فوتبال اهل ساحل عاج است.
از باشگاه‌هایی که در آن بازی کرده‌است می‌توان به باشگاه فوتبال لوریان اشاره کرد.